# شعيب بن إسحاق الدمشقي
شعيب بن إسحاق بن عبد الرحمن بن عبد الله بن راشد ( 117 هـ - 189 هـ )، الإمام الفقيه، أبو شعيب الدمشقي الحنفي، من أصحاب أبي حنيفة، وأحد رواة الحديث النبوي.

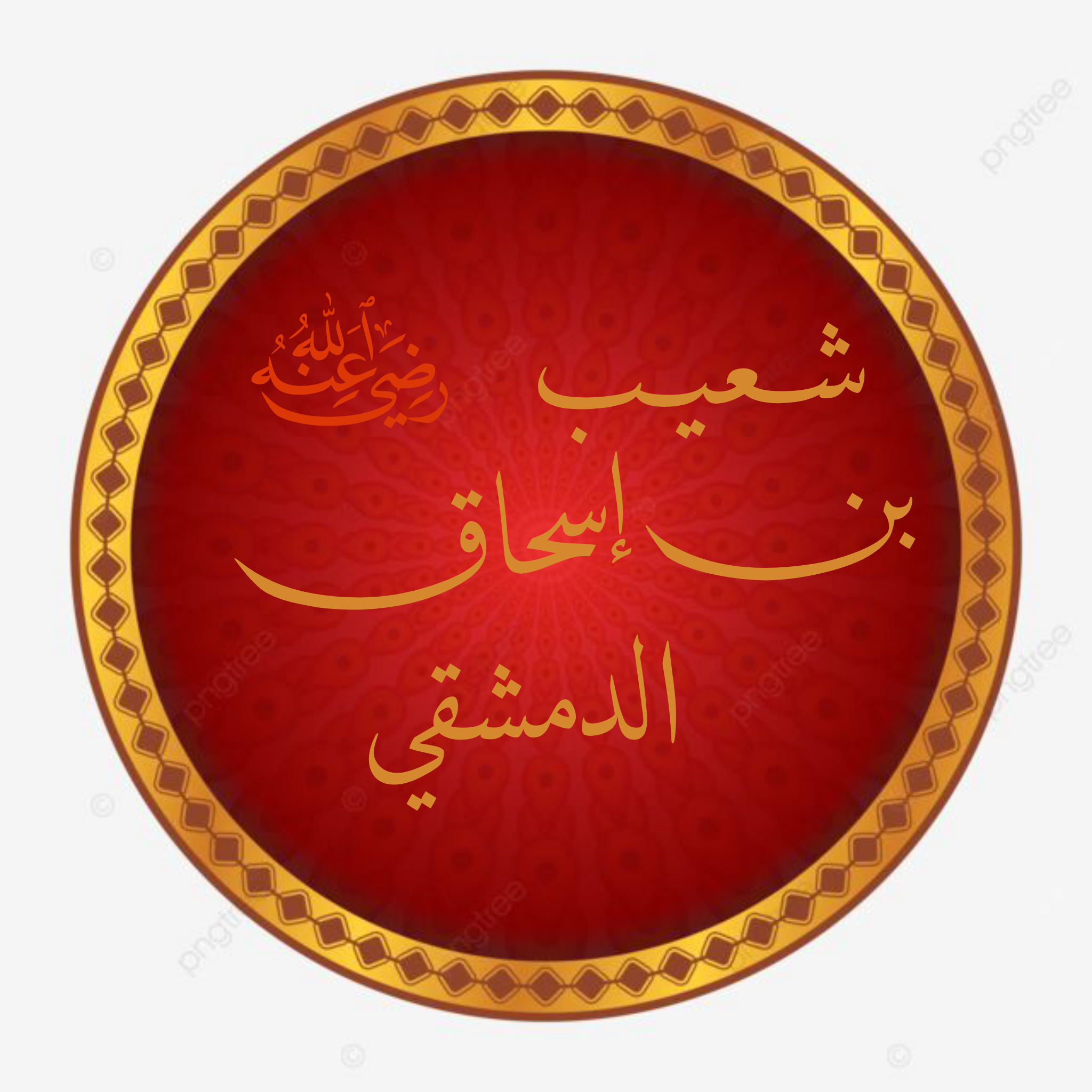
Calligraphy of student of Abu Hanifah

## روايته للحديث
روى عن: أبيه إسحاق بن إبراهيم القرشي، وبشر بن نمير، والحسن بن دينار، والحسن بن الصلت، وأبي خلدة بن دينار، وسعيد بن ابي عروبة، وسفيان الثوري، وعبد الرحمن الأوزاعي، وعبد الملك بن جريح، وعبيد الله بن عمر، وعمران بن حدير، ومحمد بن عبد الرحمن بن أبي ذئب، ومسعر بن كدام، وأبي حنيفة النعمان، وهشام بن عروة، وهشام الدستوائي، وأبي عمرو بن العلاء النحوي.
روى عنه: إبراهيم بن العلاء الزبيدي، وإبراهيم بن موسى الفراء، وأحمد بن خالد بن أبي بدر بن مسرح الحراني، وأبو النضر إسحاق بن إبراهيم الفراديسي، وإسحاق بن راهويه، وجندل بن والق، والحكم بن موسى، وداود بن رشيد، وسليمان بن عبد الرحمن الدمشقي، وسويد بن سعيد، وأبو طالب عبد الجبار بن عاصم النسائي، وعبد الرحمن بن إبراهيم دحيم، وابن ابنه أبو بكر بن عبد الرحمن بن عبد الصمد بن شعيب بن إسحاق، وعبد الرحمن بن يونس الرقي، وعبد الوهاب بن سعيد السلمي، وعبد الوهاب بن عبد الرحيم الجوبري، وعبد الوهاب بن نجدة الحوطي، وأبو عبد الله عبيد الله بن محمد البتلهي، وعلي بن بحر بن بري، وعلي بن معبد بن شداد الرقي، وعمرو بن عون الواسطي، وعمران بن أبي جميل القرشي، والقاسم بن مساور الجوهري، والليث بن سعد، ومحمد بن بكير الحضرمي، ومحمد بن الخليل الخشني، ومحمد بن عبد العزيز الرملي، وأبو كريب محمد بن العلاء، ومحمد بن مهران الرازي، ومحمد بن هشام البعلبكي، وموسى بن مروان الرقي، وهشام بن خالد الأزرق، وهشام بن عمار، ويعقوب بن كعب الأنطاكي.

## أقوال العلماء فيه
- قال أحمد بن حنبل: ثقة، ما أصح حديثه واوثقه.
- وقال أبو داود: ثقة.
- وقال يحيى بن معين والنسائي: ثقة.
- وقال أبو حاتم الرازي: صدوق.